# Csangpajsan (motorvonat)

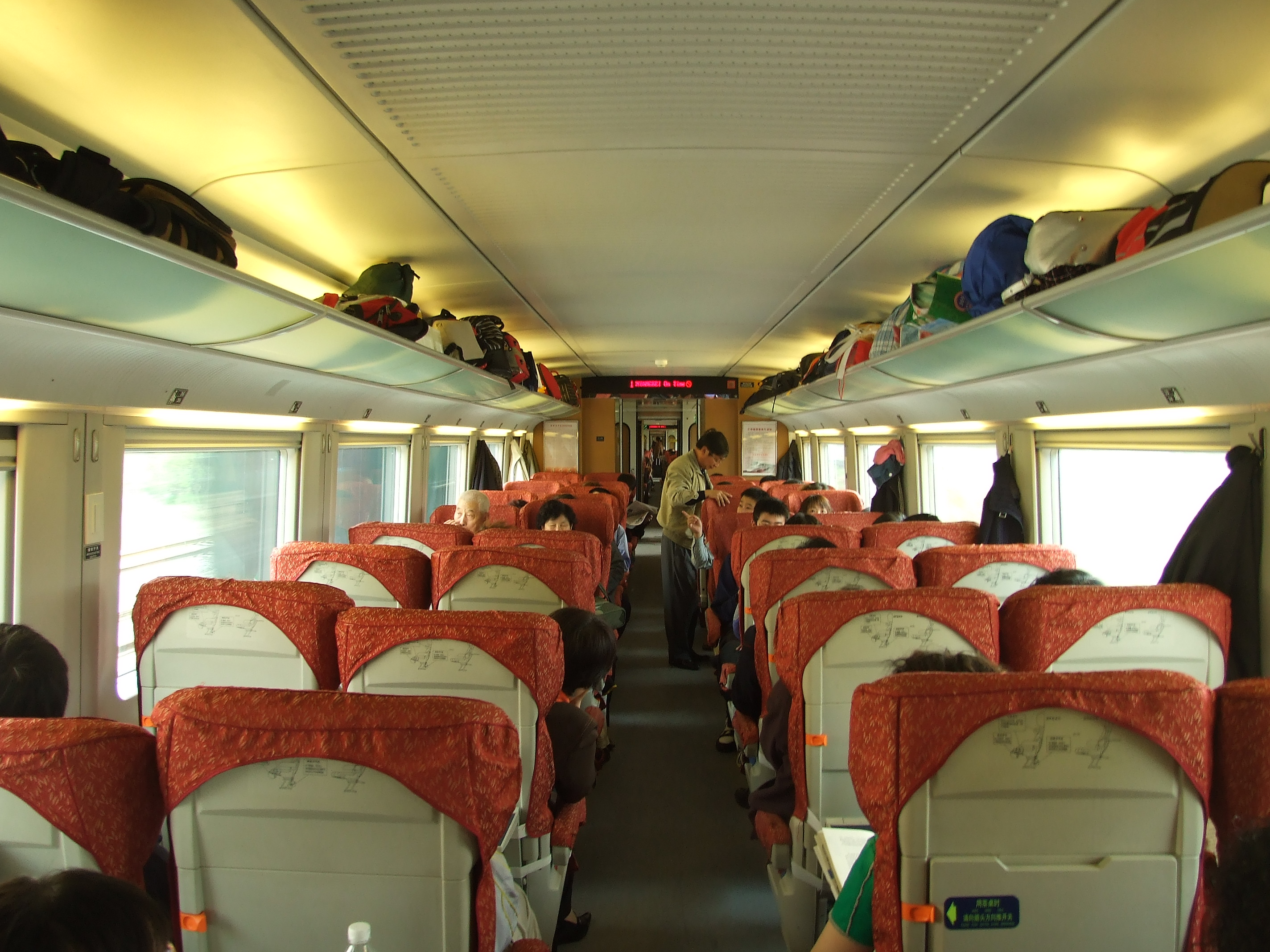
A motorvonat utastere

A Csangpajsan (Changbaishan) egy kínai nagysebességű, kilencrészes 25 kV 50 Hz AC áramrendszerű villamos motorvonat. Egy teszt során a szerelvény 250 km/h-s sebességet ért el Csungcsing (Chongqing)ban 2005 májusában.
A vonat feltűnően hasonlít a német Siemens Valero motorvonatához.